# Wilder See-Hornisgrinde
Wilder See-Hornisgrinde ist ein Naturschutzgebiet auf dem Gebiet der baden-württembergischen Gemeinde Baiersbronn im Landkreis Freudenstadt. Seit der Einrichtung des Nationalparks Schwarzwald im Jahr 2014 umfasst es nur noch einen Randbereich seiner früheren Fläche.

## Kenndaten
Das Naturschutzgebiet wurde mit Verordnung des württembergischen Kultusministers vom 31. März 1939 ausgewiesen und hatte ursprünglich eine Größe von rund 766 Hektar. Der Geltungsbereich der Schutzgebietsverordnung wurde 2014 durch § 19 des Nationalparkgesetzes auf die Flächen außerhalb des Nationalparks Schwarzwald reduziert, die als Naturschutzgebiet ausgewiesene Fläche ist deshalb nur noch 15,2 Hektar groß. Es handelt sich im Übrigen um das älteste Schutzgebiet Württembergs, da ein Teil bereits seit 1911 forstliches Banngebiet („Ruhestein“ 75 ha) ist.
Es wird unter der Schutzgebietsnummer 2.027 geführt. Der CDDA-Code für das Naturschutzgebiet lautet 4407 und entspricht der WDPA-ID.

## Lage und Beschreibung
Das heute weitgehend im Nationalpark Schwarzwald liegende ursprüngliche Schutzgebiet umfasste den in einem Kar gelegenen Wilden See sowie die Waldbestände oberhalb der 900-m-Linie und die weiten, fast baumfreien alten Weideflächen des Seekopfes, des Altsteigerskopfes und der Hornisgrinde. Es liegt im Naturraum 151-Grindenschwarzwald und Enzhöhen innerhalb der naturräumlichen Haupteinheit 15-Schwarzwald und ist sowohl Teil des rund 4.253 Hektar großen FFH-Gebiets 7415-311 Wilder See-Hornisgrinde und Oberes Murgtal als auch des rund 36.045 Hektar großen Vogelschutzgebiets Nordschwarzwald.

## Schutzzweck
Wesentlicher Schutzzweck ist die Erhaltung und der Schutz der Grindenflächen und des Karsees sowie ungestörte Entwicklung der urwüchsigen, stellenweise anmoorigen Berg-Kiefern- und Tannen-Fichten-Wälder. Die Grinden, also die durch Beweidung entstandenen waldfreien Hochflächen, sind eine Besonderheit dieses Schutzgebietes.